# Mansonia chagasi
Mansonia chagasi är en tvåvingeart som först beskrevs av Lima 1935.  Mansonia chagasi ingår i släktet Mansonia och familjen stickmyggor. Inga underarter finns listade i Catalogue of Life.